# Linea Obama
La linea Obama (小浜線?, Obama-sen) è una ferrovia di 84,3 km a scartamento ridotto prevalentemente a binario singolo situata nel nord della regione del Kinki, in Giappone, gestita dalla West Japan Railway Company (JR West). La ferrovia collega le stazioni di Tsuruga e Higashi-Maizuru costeggiando il Mar del Giappone per quasi la sua totalità e connettendo le città di Tsuruga, Obama, Wakasa, Takahama e Maizuru. La linea fu elettrificata nel 2003.

## Servizi
Fra le stazioni di Tsuruga e di Obama è attivo un servizio rapido che ferma solo nelle stazioni principali. È indicato nella tabella sottostante da "R". Non sono presenti treni a lunga percorrenza e il numero di treni sulla ferrovia è di circa uno ogni 1 o 2 ore, a seconda della fascia oraria. In passato sono stati attivi dei treni speciali per il mare durante l'estate, come l'Esmerald proveniente da Nagoya o il Maizuru da Kyoto.

## Stazioni
| Stazione        | Stazione | Distanza   | Distanza | R  | Collegamenti              | Posizione              | Posizione |
| Stazione        | Stazione | Interstaz. | Totale   | R  | Collegamenti              | Posizione              | Posizione |
| --------------- | -------- | ---------- | -------- | -- | ------------------------- | ---------------------- | --------- |
| Tsuruga         | 敦賀     | -          | 0.0      | ●  | Linea principale Hokuriku | Tsuruga                | Fukui     |
| Nishi-Tsuruga   | 西敦賀   | 3.3        | 3.3      | ｜ |                           | Tsuruga                | Fukui     |
| Awano           | 粟野     | 4.4        | 7.7      | ●  |                           | Tsuruga                | Fukui     |
| Higashi-Mihama  | 東美浜   | 5.0        | 12.7     | ｜ |                           | Mihama, Mikata         | Fukui     |
| Mihama          | 美浜     | 5.2        | 17.9     | ●  |                           | Mihama, Mikata         | Fukui     |
| Kiyama          | 気山     | 3.5        | 21.4     | ｜ |                           | Wakasa, Mikatakaminaka | Fukui     |
| Mikata          | 三方     | 3.3        | 24.7     | ●  |                           | Wakasa, Mikatakaminaka | Fukui     |
| Fujii           | 藤井     | 2.6        | 27.3     | ｜ |                           | Wakasa, Mikatakaminaka | Fukui     |
| Tomura          | 十村     | 2.0        | 29.3     | ●  |                           | Wakasa, Mikatakaminaka | Fukui     |
| Ōtoba           | 大鳥羽   | 4.0        | 33.3     | ｜ |                           | Wakasa, Mikatakaminaka | Fukui     |
| Wakasa-Arita    | 若狭有田 | 2.1        | 35.4     | ｜ |                           | Wakasa, Mikatakaminaka | Fukui     |
| Kaminaka        | 上中     | 3.4        | 38.8     | ●  |                           | Wakasa, Mikatakaminaka | Fukui     |
| Shin-Hirano     | 新平野   | 4.5        | 43.3     | ｜ |                           | Obama                  | Fukui     |
| Higashi-Obama   | 東小浜   | 2.9        | 46.2     | ●  |                           | Obama                  | Fukui     |
| Obama           | 小浜     | 3.3        | 49.5     | ●  |                           | Obama                  | Fukui     |
| Seihama         | 勢浜     | 3.7        | 53.2     |    |                           | Obama                  | Fukui     |
| Kato            | 加斗     | 4.0        | 57.2     |    |                           | Obama                  | Fukui     |
| Wakasa-Hongō    | 若狭本郷 | 4.6        | 61.8     |    |                           | Ōi, Ōi                 | Fukui     |
| Wakasa-Wada     | 若狭和田 | 3.9        | 65.7     |    |                           | Takahama, Ōi           | Fukui     |
| Wakasa-Takahama | 若狭高浜 | 3.2        | 68.9     |    |                           | Takahama, Ōi           | Fukui     |
| Mitsumatsu      | 三松     | 2.5        | 71.4     |    |                           | Takahama, Ōi           | Fukui     |
| Aonogō          | 青郷     | 2.1        | 73.5     |    |                           | Takahama, Ōi           | Fukui     |
| Matsunoodera    | 松尾寺   | 4.7        | 78.2     |    |                           | Maizuru                | Kyoto     |
| Higashi-Maizuru | 東舞鶴   | 6.1        | 84.3     |    | Linea Maizuru             | Maizuru                | Kyoto     |

## Materiale Rotabile
Sulla linea viene utilizzato l'elettrotreno della serie 125.